# Farma wiatrowa w Darżynie
Farma wiatrowa w Darżynie – farma wiatrowa o mocy 12 MW zlokalizowana w miejscowości Darżyno w gminie Potęgowo w powiecie słupskim. Składa się z 6 turbin wiatrowych Enercon E-82 o mocy 2 MW. Farmę oddano do użytku w 2008 roku. Inwestycja była realizowana jako 2 niezależne farmy wiatrowe (każda o mocy 6MW), przez 2 niezależne podmioty: Nadmorskie Elektrownie Wiatrowe Darżyno oraz Elektrownie Wiatrowe ZU-AN. 
30 marca 2011 roku farma należąca do Elektrownie Wiatrowe ZU-AN została zakupiona przez przedsiębiorstwo branży energetycznej Enea.